# Togo - Una grande amicizia
Togo - Una grande amicizia (Togo) è un film del 2019 diretto da Ericson Core.
Il film è incentrato sulla Corsa del siero del 1925 in Alaska, nota anche come la Grande Corsa della Misericordia, in cui squadre di cani da slitta hanno permesso il trasporto del siero di antitossina della difterite in condizioni difficili, per oltre 700 miglia, per salvare la città americana di Nome da un'epidemia difterica.
La pellicola è stata distribuita sulla piattaforma Disney+ il 20 dicembre 2019.

## Trama
Nel 1913, a Nome, il musher norvegese Leonhard Seppala e sua moglie Constance accolgono un cucciolo Husky siberiano appena nato nella loro muta di cani da slitta. Mentre Seppala insiste nel darlo via immediatamente perché piccolo e debole, Constance lo convince a farlo crescere assieme agli altri. Il cucciolo si rivela pressoché ingestibile: scappa puntualmente dal canile per unirsi alla squadra di Seppala, provocando continui disagi e interrompendo l'attività di addestramento. Dopo aver provato a sbarazzarsi dell'Husky due volte, Seppala decide di farlo correre con gli altri e, con suo stupore, scopre che è abbastanza energico da superarli. Decide di chiamarlo Togo, in onore dell'ammiraglio Tōgō Heihachirō, e lo allena fino al punto di vincere con successo l'All Alaska Sweepstakes, facendo guadagnare a lui e a Togo una certa fama locale.
Nel 1925, si verifica un'epidemia di difterite che colpisce soprattutto i bambini. Il sindaco George Maynard progetta di far arrivare il siero da Nenana, che dista oltre mille chilometri, ma questo si rivela impossibile a causa delle pessime condizioni meteorologiche. Le autorità locali si convincono che l'unica possibilità è mandare Seppala e la sua muta a ritirare il siero. Il musher accetta e decide che sarà Togo a guidare la spedizione. Costance si preoccupa perché il cane, con i suoi 12 anni, è troppo vecchio per affrontare un viaggio di per sé impegnativo, in più minacciato da condizioni climatiche sfavorevoli, tra venti gelidi, visibilità limitata e temperature che hanno raggiunto i -50 gradi. Ma Seppala insiste per andare. Con la sua squadra di cani attraversa una tempesta e sosta in un avamposto dove un medico locale di nome Atiqtalik gli dice che Togo è molto stanco. Seppala continua per miglia, e prende una pericolosa scorciatoia attraverso il Norton Sound congelato.
Alla fine, Seppala incontra un collega musher, Henry Ivanov, che sta riportando il siero, e può quindi ripartire per Nome il giorno successivo. Con la sua squadra attraversa di nuovo il Norton Sound, ed è solo grazie alle abilità di Togo che Seppala e i cani sopravvivono a una situazione che l'incipiente rottura del ghiaccio aveva reso molto critica. Atiqtalik dice che Togo sta morendo, ma Seppala riporta la sua squadra all'avamposto di Joe Dexter, dove lui, Togo e la squadra si riposano e si riprendono. Il siero viene affidato al compagno musher Gunnar Kaasen che torna a Nome. Un giornalista, credendolo l'unico musher, annuncia il suo cane Balto come l'eroe che ha salvato Nome.
Seppala ritorna a Nome più tardi, dove l'intera città viene a casa sua per celebrare il successo di Togo. Seppala in seguito si arrabbia quando una ragazza guarita di nome Sally deduce che Togo sta morendo. Seppala intende continuare ad addestrare i suoi cani senza Togo (che ha subìto un piccolo infortunio durante la corsa), ma il cane si rifiuta di fermarsi e insegue Seppala che lo accoglie a braccia aperte. Nel corso dei successivi due anni, Togo genererà dei cuccioli che si dimostreranno famosi a pieno titolo. Togo muore nel 1929 con Seppala che continua ad addestrare i cani.
19 squadre percorsero in media 50 chilometri ciascuna.
Una squadra ne percorse 425.
A Central Park, a New York, fu eretta una statua in onore della corsa del siero del 1925.
È la statua di Balto.
Nel 2011 il settimanale Time dichiarò Togo l'animale più eroico di tutti i tempi.»
(Explicit del film)

## Produzione
Il 28 ottobre 2015, è stato annunciato che Walt Disney Pictures stava sviluppando un film sulla corsa del siero verso Nome del 1925 incentrato sul cane da slitta Togo e sul suo proprietario Leonhard Seppala. La sceneggiatura doveva essere scritta da Tom Flynn e la produzione doveva essere supervisionata da Jessica Virtue e Louie Provost per la Disney.
Il 16 maggio 2018, è stato annunciato che Ericson Core avrebbe diretto il film, che Kim Zubick sarebbe stato il produttore e che il film avrebbe debuttato su Disney+. Inoltre, è stato ulteriormente annunciato che Willem Dafoe avrebbe recitato nel film nel ruolo di Leonhard Seppala, il proprietario di Togo. Il 10 dicembre 2018, è stato riferito che Thorbjørn Harr si era unito al cast del film.
La maggior parte dei cani presenti in questo film provengono dal canile The Snowy Owl Sled Dog Tours Inc., con sede a Canmore, AB. Hugo e Mackey di Snowy Owl sono stati usati in tutto il film come stuntman per il volto di Togo, Diesel. Diesel, il cane che interpreta Togo, è un Siberian Husky registrato CKC da Terranova. È un discendente diretto della vita reale di Togo, che risale a 14 generazioni fa.
Gli effetti visivi del film sono stati realizzati da Double Negative, Lola VFX, Soho e CoSA VFX.

### Riprese
Le riprese del film sono iniziate il 21 settembre 2018 e si sono concluse nel febbraio 2019 a Cochrane, Alberta.

## Accuratezza storica
Il film, per la maggior parte, rimane fedele alla storia di Leonhard Seppala e Togo. Due dei momenti più "cinematografici" del film che sono realmente accaduti nella vita reale sono quando Togo fugge dal suo secondo proprietario saltando attraverso una finestra di vetro e Togo mentre utilizza la sua forza per tirare fuori la slitta di Seppala dal Norton Sound. Il film, tuttavia, esclude Sigrid, figlia di Seppala e Constance, che era tra i tanti bambini a rischio di contrarre la difterite. La reazione di Seppala al fatto che Balto ottenga il merito della missione non viene mostrata, sebbene Constance sia piuttosto infastidita dalla notizia. Nella vita reale, Seppala ha espresso apertamente la sua disapprovazione per la confusione del cane eroe. Inoltre, nel film la squadra di cani che trainava la slitta di Seppala era composta da 11 cani, con Togo come unico cane guida. Nella vita reale, c'erano solo 6 cani e Togo era aiutato da un altro cane di nome Fritz. Inoltre, nel film, la squadra di Gunnar Kaasen è composta da soli 10 cani. Nella vita reale, la squadra di Kaasen era composta da 13 cani. Inoltre, Balto assomiglia fortemente a com'era nella vita reale, tranne per il fatto che ha gli occhi blu e non marrone scuro. Nel film Togo vive il resto dei suoi giorni con Seppala mentre nella vita reale, Togo è stato regalato a una compagna musher di nome Elizabeth Ricker nel Maine. Dopo essersi separato dal suo miglior cane, Seppala dichiarò: "È stato triste separarsi in una fredda e grigia mattina di marzo, quando Togo mi sollevò una piccola zampa al ginocchio come se si stesse chiedendo perché non fosse con me. Non ho mai avuto un cane migliore di Togo. La sua resistenza, lealtà e intelligenza non potevano essere paragonate. Togo era il miglior cane che abbia mai viaggiato lungo il sentiero dell'Alaska. Seppala era andato a trovare Togo un paio di volte ed era al suo fianco quando è stato eutanizzato.

## Promozione
Il trailer ufficiale è uscito il 4 dicembre 2019, mentre in italiano è stato distribuito il 2 marzo 2020.

## Distribuzione
Il film inizialmente doveva essere pubblicato il 13 dicembre 2019, ma è stato rimandato di una settimana ed è stato pubblicato su Disney+ il 20 dicembre 2019. In Italia il film è stato distribuito su Disney+ il 24 marzo 2020, data di uscita della piattaforma in Italia. Tuttavia, nel 2024 il film viene rimosso, assieme ad ulteriori film originals della piattaforma come la serie Willow.

## Accoglienza
Il film è stato prodotto con un budget di 40 milioni di dollari.

### Critica
Sul sito aggregatore di recensioni Rotten Tomatoes, il film detiene una valutazione di approvazione del 90% con una valutazione media di 7,34/10, basato su 30 recensioni. Il consenso della critica recita: "Una accattivante ed emozionante storia di perdenti che beneficia notevolmente delle sue stelle (canine e umane), Togo - Una grande amicizia è una storia senza tempo, ben raccontata". Su Metacritic, il film ha una media ponderata di 69 su 100, basata su 8 critiche, indicando "recensioni generalmente favorevoli".

## Riconoscimenti
- 1º febbraio 2020 – Writers Guild of America Award[18]
  - Candidato - Television: Original Long Form a Tom Flynn
- 19 gennaio 2020 – Motion Picture Sound Editors[19]
  - Vinto - Migliori risultati nel montaggio del suono: effetti sonori, rumorista, musica, dialoghi e ADR per la trasmissione di lungometraggi non cinematografici a Odin Benitez, Todd Toon (supervising sound editors); Martyn Zub (sound designer); Christopher Bonis, Luke Gibleon, Jason King, Adam Kopald (sound effects editors); Walter Spencer (foley editor); John C. Stuver (dialogue editor); Dave McMoyler (adr editor); Peter Oso Snell (music editor); Mike Horton, Tim McKeown (foley artists)